# Adolf van Nieuwenaer
Adolf van Nieuwenaar (Duits: Adolf von Neuenahr) (rond 1545 – Arnhem, 18 oktober 1589) was graaf van Limburg (Lenne) en Meurs. In de Nederlandse geschiedenis is hij bekend als Staatse legeraanvoerder en stadhouder van Utrecht, Overijssel, Gelre en Zutphen tijdens de Tachtigjarige Oorlog.

## Biografie
Hij stamde uit het geslacht van Nieuwenaar. Zijn vader was Gumprecht II van Nieuwenaar-Alpen, van wie hij bij diens dood in 1556 Limburg (Lenne), Alpen, Helpenstein, Slot Linnep en Hackenbroich erfde. In 1570 huwde hij met zijn tante Walburga van Nieuwenaar, de weduwe van Filips van Montmorency, graaf van Horne. Zij was de zus van Adolfs voogd, Herman van Nieuwenaar-Meurs, die hem met zijn overlijden in december 1578 het graafschap Meurs naliet. Echter moest hij door de Keulse Oorlog naar de Nederlanden vluchten; hij verloor zijn goederen en landerijen.
In 1584 werd hij aangesteld als stadhouder van Gelre, ter vervanging van Willem IV van den Bergh die naar de Spanjaarden was overgelopen. Toen op 10 juli 1584 de leider van de Opstand, Willem van Oranje, werd vermoord, volgde Adolf hem op als stadhouder van Overijssel, en een jaar later tevens van Utrecht.
Hij verloor op 23 juni 1585 de Slag bij Amerongen tegen Johan Baptiste van Taxis.
Hij won echter tijdens het Beleg van IJsseloord waarvoor de magistraat van Arnhem de graaf van Meurs en Nieuwenaar na afloop een zilveren "adelaar off drinkgeschier met een toelast van vijf aam Rijnschen wijn, ter verering" schonk voor de bewezen dienst.
In 1589 kwam Adolf om bij een ontploffing toen hij in Arnhem nieuw geschut aan het testen was. Het graafschap Limburg (Lenne) ging over aan zijn halfzus Amalia van Nieuwenaar-Alpen, het graafschap Meurs aan zijn vrouw Walburga. Graaf Maurits van Nassau, de zoon van wijlen Willem van Oranje en stadhouder van Holland, Zeeland en Utrecht, nam ook Adolfs stadhouderschappen in Gelre en Zutphen, Overijssel en Utrecht over. Daarmee was Adolf van Nieuwenaar de laatste niet-Nassause stadhouder van de Zeven Verenigde Nederlanden.

## Galerij

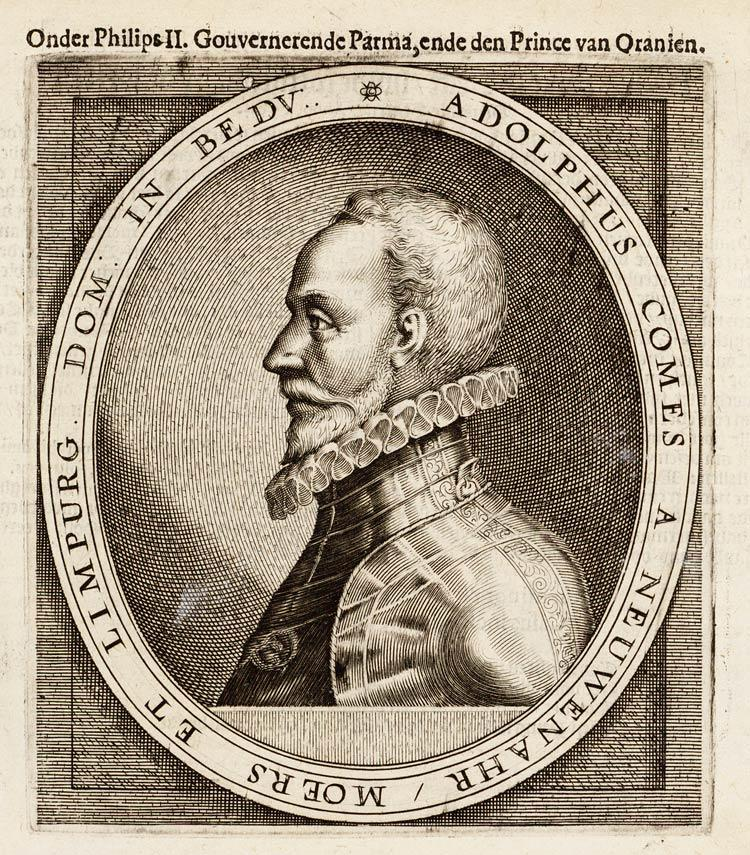
graaf Adolf van Meurs (1554–1589)
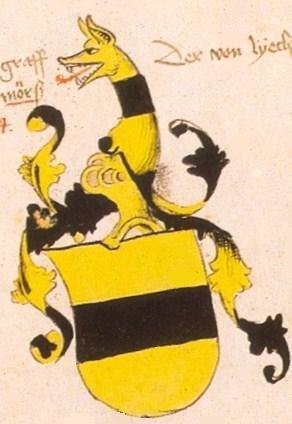
wapen van Meurs